# Le Samyn des Dames 2024
Pour la course masculine, voir Le Samyn 2024.
La 13e édition du Samyn des Dames a lieu le 27 février 2024. La course fait partie du calendrier international féminin UCI 2024 en catégorie 1.1. Elle se déroule en même temps que l'épreuve masculine. Elle est remportée par l'Italienne Vittoria Guazzini.

## Récit de la course
Anneke Dijkstra sort seule, puis est rejointe par un trio avec Christina Schweinberger, Anniina Ahtosalo et Wilma Aintila. Aintila chute à treize kilomètres de l'arrivée sur les pavés humides.
Dans le final Karlijn Swinkels et Vittoria Guazzini s'extirpent du peloton et, après une courte poursuite, reviennent sur la tête de course. Guazzini s'impose au sprint. 
Le peloton termine sur leurs talons avec Aude Biannic en sixième position.

## Classements

### Classement final
| \| Classement général \| Classement général \| Classement général \| Classement général \| Classement général \| \| Coureuse \| Coureuse \| Pays \| Équipe \| Temps \| \| ------------------ \| ------------------------- \| ------------------ \| ------------------------- \| ------------------ \| \| 1re \| Vittoria Guazzini \| Italie \| FDJ-Suez \| 3 h 02 min 47 s \| \| 2e \| Anniina Ahtosalo \| Finlande \| Uno-X Mobility \| + 0 s \| \| 3e \| Christina Schweinberger \| Autriche \| Fenix-Deceuninck \| + 0 s \| \| 4e \| Karlijn Swinkels \| Pays-Bas \| UAE Team ADQ \| + 0 s \| \| 5e \| Anne Dijkstra \| Pays-Bas \| VolkerWessels \| + 2 s \| \| 6e \| Aude Biannic \| France \| Movistar Team \| + 4 s \| \| 7e \| Charlotte Kool \| Pays-Bas \| Team dsm-firmenich PostNL \| + 6 s \| \| 8e \| Thalita de Jong \| Pays-Bas \| Lotto Dstny Ladies \| + 6 s \| \| 9e \| Victoire Berteau \| France \| Cofidis \| + 6 s \| \| 10e \| Maria Giulia Confalonieri \| Italie \| Uno-X Mobility \| + 6 s \| |                           |          |                           |                 |
| |                           |          |                           |                 |
| Source : ProCyclingStats |                           |          |                           |                 |
| Classement général |                           |          |                           |                 |
| Coureuse | Coureuse                  | Pays     | Équipe                    | Temps           |
| 1re | Vittoria Guazzini         | Italie   | FDJ-Suez                  | 3 h 02 min 47 s |
| 2e | Anniina Ahtosalo          | Finlande | Uno-X Mobility            | + 0 s           |
| 3e | Christina Schweinberger   | Autriche | Fenix-Deceuninck          | + 0 s           |
| 4e | Karlijn Swinkels          | Pays-Bas | UAE Team ADQ              | + 0 s           |
| 5e | Anne Dijkstra             | Pays-Bas | VolkerWessels             | + 2 s           |
| 6e | Aude Biannic              | France   | Movistar Team             | + 4 s           |
| 7e | Charlotte Kool            | Pays-Bas | Team dsm-firmenich PostNL | + 6 s           |
| 8e | Thalita de Jong           | Pays-Bas | Lotto Dstny Ladies        | + 6 s           |
| 9e | Victoire Berteau          | France   | Cofidis                   | + 6 s           |
| 10e | Maria Giulia Confalonieri | Italie   | Uno-X Mobility            | + 6 s           |

### Points UCI
| Position           | 1er | 2e | 3e | 4e | 5e | 6e | 7e | 8e | 9e | 10e | 11e | 12e | 13e à 15e | 16e à 25e |
| Classement général | 125 | 85 | 70 | 60 | 50 | 40 | 35 | 30 | 25 | 20  | 15  | 10  | 5         | 3         |